# HD 98800
HD 98800 (TV Чаши) — кратная система, состоящая из четырёх звёзд. Находится в созвездии Чаши на расстоянии приблизительно 150 световых лет от нас.
Система состоит из четырёх звёзд типа T Тельца (оранжевые карлики главной последовательности). Обе пары звёзд, называемые соответственно HD 98800 A и HD 98800 B, обращаются друг вокруг друга на расстоянии 50 астрономических единиц.

## HD 98800 B

### Протопланетный диск
Случаи, когда система состоит из четырёх звёзд, очень редки. Однако уникальность данного объекта увеличивается ещё и тем, что HD 98800 B имеет протопланетный диск. С помощью космического телескопа Спитцер астрономы обнаружили, что он состоит из двух поясов. Внешний пояс разделяет 5,9 а. е. от центра двойной звезды — почти такое же расстояние разделяет Юпитер от Солнца. Учёные предполагают, что этот пояс состоит из комет и астероидов. Внутренний пояс находится на расстоянии 1,5—2 а. е. от центра (как от Солнца до Марса), и похоже, что его образует мелкая пыль. Такое деление протопланетного диска на части обычно происходит при образовании планет, но в данном случае оно возникло, скорее всего, по другой причине — под действием гравитации соседней пары HD 98800 A.

### Возможная планета
Поскольку гравитационное влияние HD 98800 A очень велико, процесс образования планет в системе HD 98800 B происходит значительно быстрее. Исследователи предполагают, что в промежутке между 1,5 и 2 а.е. от центра системы должна быть планета.

## TWA
HD 98800 также принадлежит звёздной ассоциации TW Гидры (TWA), хоть и не входит в созвездие Гидры. Поэтому она имеет ещё дополнительное название TWA-4, что вносит небольшую путаницу.